# Euphorbia imitata
Euphorbia imitata es una especie fanerógama perteneciente a la familia de las euforbiáceas. Es endémica de Angola.

## Descripción
Es una planta con rizoma, un tubérculo globular; Tallos numerosos, erectos, que alcanzan un tamaño de 5-8 cm de altura, delgados, cilíndricos en la base, con 3-ángulos  agudos, sinuoso de dientes, con hojas gruesas, carnosas, de hojas caducas, elípticas, cuneiformes y agudas, de ± 5 mm de ancho x 7 mm de largo y muy crujiente en el margen.

## Ecología
Se encuentra entre las rocas de granito en bosques mixtos en la orilla de los ríos, es una especie más bien rara. 
De fácil cultivo. Sólo se conoce la especie recopilada en 1905 como un ejemplar de herbario.

## Taxonomía
Euphorbia imitata fue descrita por Nicholas Edward Brown y publicado en Flora of Tropical Africa 6(1): 570. 1911.
Etimología
Euphorbia: nombre genérico que deriva del médico griego del rey Juba II de Mauritania (52 a 50 a. C. - 23), Euphorbus, en su honor – o en alusión a su gran vientre –  ya que usaba médicamente Euphorbia resinifera. En 1753 Carlos Linneo asignó el nombre a todo el género.
imitata: epíteto latino